# Madiha Abdalla
Madiah Abdalla  là một nhà báo người Sudan và là nữ tổng biên tập đầu tiên của Bản tin Sudan El Meidan kể từ năm 2011 bản tin của Đảng Cộng sản. Abdalla là một trong những phụ nữ tiên phong trong ngành báo chí theo các bước của những người phụ nữ như Fatima Ahmed Ibrahim trong những năm bốn mươi đầu phát hành bản tin Tiếng nói Phụ nữ.

## Sự nghiệp
Abdalla bắt đầu sự nghiệp với tư cách là nhà báo trong Bản tin El Meidan năm 1985, sau đó cô làm việc trong các bản tin khác nhau như Alayam. Abdalla cũng đã viết số lượng cột trong El meidan sau Thỏa thuận hòa bình toàn diện CPA ở Sudan.

## Công việc
Abdalla là một nhà hoạt động đúng đắn của phụ nữ, kêu gọi bình đẳng phụ nữ và cô tin vào công việc để đảm bảo rằng khoảng cách phân biệt giới tính được thu hẹp. Abdalla viết các bài báo trực tuyến về các vấn đề phụ nữ trong cổng thông tin trực tuyến diffren và trong số đó có diễn đàn trực tuyến poupler Sudanse Suudanonline.

## Bắt giữ và tòa án
Do văn bản của cô, Abdalla đã bị giam giữ và đối mặt với phiên tòa vào tháng 4 năm 2017. Trong một trường hợp khác vào năm 2014, Abdalla phải đối mặt với cáo buộc chống lại Cơ quan An ninh Sudan và Tình báo Quốc gia về việc xuất bản tin tức giả  tội lỗi.